# Ćićevac
Ćićevac (serbocroata cirílico: Ћићевац) es un municipio y villa de Serbia perteneciente al distrito de Rasina del centro-sur del país.
En 2011 tiene 9446 habitantes, de los cuales 4681 viven en la villa y el resto en las nueve pedanías del municipio. La mayoría de la población se compone étnicamente de serbios (9073 habitantes), con una minoría de gitanos (174 habitantes).
Se ubica unos 15 km al noreste de Kruševac.

## Pedanías
Junto con Ćićevac, pertenecen al municipio las siguientes pedanías:
- Braljina
- Lučina
- Mojsinje
- Mrzenica
- Pločnik
- Pojate
- Stalać
- Stalać Grad
- Trubarevo